# Eleição para governador da Carolina do Sul em 2010
A eleição para governador do estado americano do Carolina do Sul em 2010 aconteceu no dia 2 de novembro de 2010.O Governador republicano Mark Sanford é inelegível pois se reelegeu na eleição de 2006. As eleições primárias aconteceram em 8 de junho de 2010 e um segundo turno eleitoral, como era necessário na primária republicana, foi realizado duas semanas depois, em 22 de junho. Esta será a primeira eleição aberta para governador da Carolina do Sul desde 1994.

## Primária Democrata
| Primária Democrata | Primária Democrata | Primária Democrata | Primária Democrata | Primária Democrata | Primária Democrata |
| Partido            | Candidato          | Votos              | %                  |                    |                    |
| Democrata          | Vincent Sheheen    | 111.637            | 59,0%              |                    |                    |
| Democrata          | Jim Rex            | 43.590             | 23,0%              |                    |                    |
| Democrata          | Robert Ford        | 34.121             | 18,0%              |                    |                    |
| ------------------ | ------------------ | ------------------ | ------------------ | ------------------ | ------------------ |

## Primária Republicana
| Primária Republicana Primeiro Turno | Primária Republicana Primeiro Turno | Primária Republicana Primeiro Turno | Primária Republicana Primeiro Turno | Primária Republicana Primeiro Turno | Primária Republicana Primeiro Turno |
| Partido                             | Candidato                           | Votos                               | %                                   |                                     |                                     |
| Republicano                         | Nikki Haley                         | 206.326                             | 48,9%                               |                                     |                                     |
| Republicano                         | Gresham Barrett                     | 91.824                              | 21,8%                               |                                     |                                     |
| Republicano                         | Henry McMaster                      | 71.494                              | 16,9%                               |                                     |                                     |
| Republicano                         | André Bauer                         | 52.607                              | 12,4%                               |                                     |                                     |
| ----------------------------------- | ----------------------------------- | ----------------------------------- | ----------------------------------- | ----------------------------------- | ----------------------------------- |

| Primária Republicana Segundo Turno | Primária Republicana Segundo Turno | Primária Republicana Segundo Turno | Primária Republicana Segundo Turno | Primária Republicana Segundo Turno | Primária Republicana Segundo Turno |
| Partido                            | Candidato                          | Votos                              | %                                  |                                    |                                    |
| Republicano                        | Nikki Haley                        | 233.733                            | 65,1%                              |                                    |                                    |
| Republicano                        | Gresham Barrett                    | 125.601                            | 34,9%                              |                                    |                                    |
| ---------------------------------- | ---------------------------------- | ---------------------------------- | ---------------------------------- | ---------------------------------- | ---------------------------------- |

## Eleição Geral
| Eleição para governador da Carolina do Sul em 2010 | Eleição para governador da Carolina do Sul em 2010 | Eleição para governador da Carolina do Sul em 2010 | Eleição para governador da Carolina do Sul em 2010 | Eleição para governador da Carolina do Sul em 2010 | Eleição para governador da Carolina do Sul em 2010 |
| Partido                                            | Partido                                            | Candidato                                          | Votos                                              | %                                                  | ±%                                                 |
| Republicano                                        | Republicano                                        | Nikki Haley                                        | 690.525                                            | 51,4                                               | -4                                                 |
| Democrata                                          | Democrata                                          | Vincent Sheheen                                    | 630.535                                            | 47                                                 | +2,2                                               |
| -------------------------------------------------- | -------------------------------------------------- | -------------------------------------------------- | -------------------------------------------------- | -------------------------------------------------- | -------------------------------------------------- |